# 大江戸妖怪かわら版
『大江戸妖怪かわら版』（おおえどようかいかわらばん）は香月日輪作の児童文学シリーズ。理論社より刊行。装画・挿絵は、橋賢亀が担当している。2011年、講談社より文庫版シリーズが刊行されている。
現代世界から妖怪や魔人の住む異世界「大江戸」に落ちてきた少年、雀の日常とその成長を描くシリーズ小説。大江戸の文化・風俗・行事などは江戸時代を主としている。また、児童文学であるので一冊あたりのページ数はそれほど多くない。
『月刊少年シリウス』2013年12月号から2018年12月号まで高橋愛の作画で漫画版が連載された。

## 登場人物

### 人間
大江戸ではさほど珍しいと思われることは無いらしい。
雀（すずめ）
主人公。現代世界から異世界「大江戸」に落ちてきた少年。大江戸でたった一人の人間。年齢は14-16歳。
大江戸に来る前は荒んだ生活をしていたが、妖怪や魔人の温かさに触れ、異世界で人生をやり直す事を誓う。
まだ少年ではあるが「大首かわら版」で働き、長屋暮らし。新しい風を吹き込んだ記事は毎度すぐに売切れてしまうほど人気がある。
お小枝（おさえ）
人間世界の江戸時代から落ちてきた少女。
皿を欠いて母親に怒られるのを恐れ、押入れに逃げ込んでいたところ大江戸に落ちてきた。
家は躾に厳しく、遊ばせてもらえなかった。大奥に奉公させるためだと思われる。
頭がよく、大江戸の奇奇怪怪な住人を見ても驚くことがなく、「大江戸」の世界を満喫していたが、菊月太夫に助けられたことによって、魔都大江戸から人間界の江戸に帰ることとなった。
修繕屋（しゅうぜんや）
第5巻『雀、大浪花に行く』より登場。
雀が元いた世界（雀の時代より約10年先の東京）に住むもう一人の鬼火で、術師。関西弁で話す。
次元を行き来することができ、次元の間で異世界「大江戸」の鬼火と邂逅したという。
元々関西出身だったせいか大浪花が気に入ったらしく、大浪花の長屋にも自分の部屋を構えている。
6巻で大江戸を訪ねた際は鬼火と間違われての混乱を避けるために、西方に術を掛けてもらい女性化した（女装や幻術のレベルではなく、細胞レベルの性転換）。
『下町不思議町物語』の修繕屋・高塔と同一人物。

### 妖怪
姿形は様々、動物の形をしたものから異形のものまで存在する。
ポー
雀の同僚かつ友達で、彼と共に行動する事が多い。二本足で歩き、緑色の目と銀色の毛を持つ猫妖怪。
大江戸出身ではなく、外地・大倫敦からの渡来人。愛煙家。自転車出勤。
黒のブーツを履き、チェック柄のチョッキとそろいのハンチングを身に着けている。
大首かわら版文芸担当。驚くと目が縮む。
キュー太/白助
雀の同僚。樽に白い布を被せたような外見をしている。
のっぺらぼうで顔が無かったが、雀が顔を書いてやった事で、口から言葉のかかれた紙を吐き出す形で喋れるようになった。はじめは白助の名で呼ばれていたが、その名を嫌いキュー太に改名した（『オバケのQ太郎』に因んで雀が付けたのを気に入った）。
かわら版では絵を担当する。その絵は基本的に雀らのスケッチを元にしているにもかかわらず「そこで起こった事を見ているようだ」と形容されるほど。
また、役者絵贔屓筋がおり指名がくることもある。食べ物は食べないようだが酒は勧められれば飲む（吸う）。
大首
雀たちの上司。壁一面真っ赤な首で金色の目をしている。よく怒鳴る。吝虫（しわむし）だと言われる。
いつもかわら版屋の奥座敷の壁から現れる。醤油の煮卵に手足を生やしたような手下を引き連れている。
留吉（とめきち）・末蔵（すえぞう）
蜘蛛男の兄弟で、大首かわら版の刷り物を手がけている職人。
留吉が彫り師、末蔵が刷り師である。
蘭秋（らんしゅう）
大江戸三座筆頭、日吉座の看板役者。性別は男性。
伏見の白狐の一族出身だが、妖力が生まれつき無かったため一族を出て、大江戸で役者となった。
その美しさは「芍薬、牡丹、百合、蘭秋」とたたえられる。大ウワバミと飲み比べ合戦で勝ってしまうほどの酒豪（水鳥）。
日吉座の前で半可通が暴れたのを百雷が取り押さえ、助けてもらって以来彼に片思い中。二人が一緒にいるとしっぽりとした仲に見える。
菊月太夫（きくづきたゆう）
大江戸吉原で一、二を争う美貌を持つ、月下楼の花魁。
暴れ馬に撥ねられそうになったお小枝と雀を庇おうとするほどの勇気の持ち主。
雪消（ゆきげ）
第3巻『封印の娘』より登場。
日吉座の座長・菊五郎（きくごろう）の娘。日吉座で上演される演目の殆どを手がけている脚本家。
白髪に黒い瞳を持つ。愛煙家で、百雷のように甘い物が好物である。
純血の白鬼（人喰い。親は混血だが先祖返りによる）なので、結界が張られた座敷牢の中で生活している。
藤十郎（とうじゅうろう）
日吉座の看板役者。水虎という妖怪で、出身は尾張。
京の華節の元で舞の修行をしていたが一門に相応しい舞が出来ず悩んでいた所、菊五郎に見出され日吉座の役者となる。
華節（かせつ）
京の踊り手。その踊りは「泥鰌すくいも神舞に見える」と言われる程の名手。
西方（にしかた）
大浪花の将軍。背丈が小さい侍の姿をしている。
東方（ひがしかた）
大江戸の将軍。少し口が悪く、西方をからかって楽しむ。
土御門（つちみかど）
伏見の妖狐一族の長だが、今は隠居している。
長い黒髪で銀色の目、薄紫色の狩衣を纏った人型の姿。

### 魔人
大江戸において慕われ、敬われる特殊な存在。職業は色々だが皆体に同じ模様の刺青がある。鬼道と呼ばれる魔術を使う。
鬼火（おにび）
雀が大江戸に落ちてきたときにはじめに出会った魔人。以来、雀の最も信頼する魔人でもある。
長身、ザンバラ髪で常に黒眼鏡をかけている（力の漏れるのを防ぐためらしい）。愛煙家。
神田に庵を構えている。皆からは鬼火の旦那と呼ばれている。
桜丸（さくらまる）
赤っぽい目に赤い長髪、白の地に桜柄の着物を着ている。外見は雀より少し年上。
別名を風の桜丸。風を捕まえて飛ぶことができる。
雀とは一緒に芝居を見に行ったり、取材現場に連れて行ったりと兄弟のような付き合いをしている。
外見が女性のように美しいため、お小枝に天女と間違われた。
百雷（ひゃくらい）
狼人間の十手持ち。八丁堀同心。菓子所「菊屋」を贔屓にしている甘党。色恋には鈍感だが同心の腕は良い。
八丁堀同心なので八丁堀の旦那とも呼ばれる。幼い妹が一族の特徴を受け継いで病弱だったため、彼女には過保護な面を見せる。

## 用語

### 施設・店・名所
大首かわら版屋
雀、ポー、キュー太の仕事場であり社交場。十畳ほどの部屋には過去のかわら版、草子などがあり、いつでも開放されている。
ここでの話がかわら版のネタになることもある。
うさ屋
大首かわら版屋の向かいにある食事所。店主はウサギの姿をした妖怪、従業員は一つ目のお節と板さんが判明している。
二階には畳の間があり、夜になると酒盛りをする者もいる。
菊屋（きくや）
百雷贔屓の菓子屋。店主は狸のような妖怪。鏡餅の予約も行っていた。
焔（ほむら）
大江戸三大座の一つ。荒事の焔と呼ばれ、芝居は血湧き肉躍るような物語や芝居が売り。
王春（おうしゅん）
大江戸三大座の一つ。和事の王春と呼ばれ、美男美女の役者が演じる恋物語や芝居が売り。
日吉（ひよし）
大江戸三大座の一つ。荒事と和事を見事に融合した物語や芝居が売り。蘭秋と藤十郎が所属する。

### 地名
大江戸（おおえど）
東に位置し、日本を支える一独立国家。雀たちが暮らしている所。
大浪花（おおなにわ）
西に位置し、日本を支える一独立国家。食文化が発達しており、日本中から食材が集まる。

## 既刊
1. 異界から落ち来る者あり（上） （2006年6月2日） ISBN 978-4-65-207781-8
2. 異界から落ち来る者あり（下） （2006年6月2日） ISBN 978-4-65-207782-5
3. 封印の娘 （2007年9月4日） ISBN 978-4-65-207907-2
4. 天空の竜宮城 （2008年8月6日） ISBN 978-4-65-207934-8
5. 雀、大浪花に行く （2009年9月22日） ISBN 978-4-65-207957-7
6. 魔狼、月に吠える （2011年11月18日） ISBN 978-4-65-207982-9
7. 大江戸散歩 （2014年1月20日） ISBN 978-4-65-220048-3

### 文庫版
1. 異界より落ち来る者あり （2011年11月15日） ISBN 978-4-06-277098-9
2. 異界より落ち来る者あり 其之二 （2012年8月10日） ISBN 978-4-06-277328-7
3. 封印の娘 （2013年8月9日） ISBN 978-4-06-277625-7
4. 天空の竜宮城 （2014年8月12日） ISBN 978-4-06-277902-9
5. 雀、大浪花に行く （2015年8月12日） ISBN 978-4-06-293163-2
6. 魔狼、月に吠える （2016年8月11日） ISBN 978-4-06-293484-8

### 漫画版
1. 2014年4月9日発売[1]、ISBN 978-4-06-376462-8
2. 2014年11月7日発売[2]、ISBN 978-4-06-376509-0
3. 2015年3月9日発売[3]、ISBN 978-4-06-376531-1
4. 2015年7月9日発売[4]、ISBN 978-4-06-376556-4
5. 2015年11月9日発売[5]、ISBN 978-4-06-376583-0
6. 2016年4月8日発売[6]、ISBN 978-4-06-390622-6
7. 2016年11月9日発売[7]、ISBN 978-4-06-390662-2
8. 2017年4月7日発売[8]、ISBN 978-4-06-390695-0
9. 2017年11月9日発売[9]、ISBN 978-4-06-510338-8
10. 2018年4月9日発売[10]、ISBN 978-4-06-511303-5